# IHホワイトバード
IHホワイトバード（アイ・エイチ・ホワイトバード、生年月日不明 - ）は、ハクチョウをモチーフにした日本の覆面レスラー。

## 経歴
- 2014年6月7日、新潟プロレスコモタウンプラザ大会の対ビッグ・THE・良寛戦でHAKUCHOとしてデビュー[1][2]。
- 2016年6月25日、新潟プロレスを退団。
- 2017年3月5日、シアタープロレス花鳥風月東京タワースタジオ大会にリングネームをIHホワイトバードに改名して参戦した後にシアタープロレス花鳥風月を運営しているG-TALENTと契約[3]。
- 5月21日、サンビレッジしばたでIHタイガーライスと設立したシアタープロレス新潟花鳥風月の旗揚げ戦を開催[4]。

## 得意技
バズソーキック
仰向けになった相手の上半身を起こして相手の左側頭部を振り抜いた右足の甲で蹴り飛ばす。
各種キック

## 入場曲
- 新潟市歌「砂浜で」

## イベント出演
- NAMARA主催「プ、プ、プ、プロレストーク」（よろっtoローサ）（2017年4月20日）